# Ole Hallesby

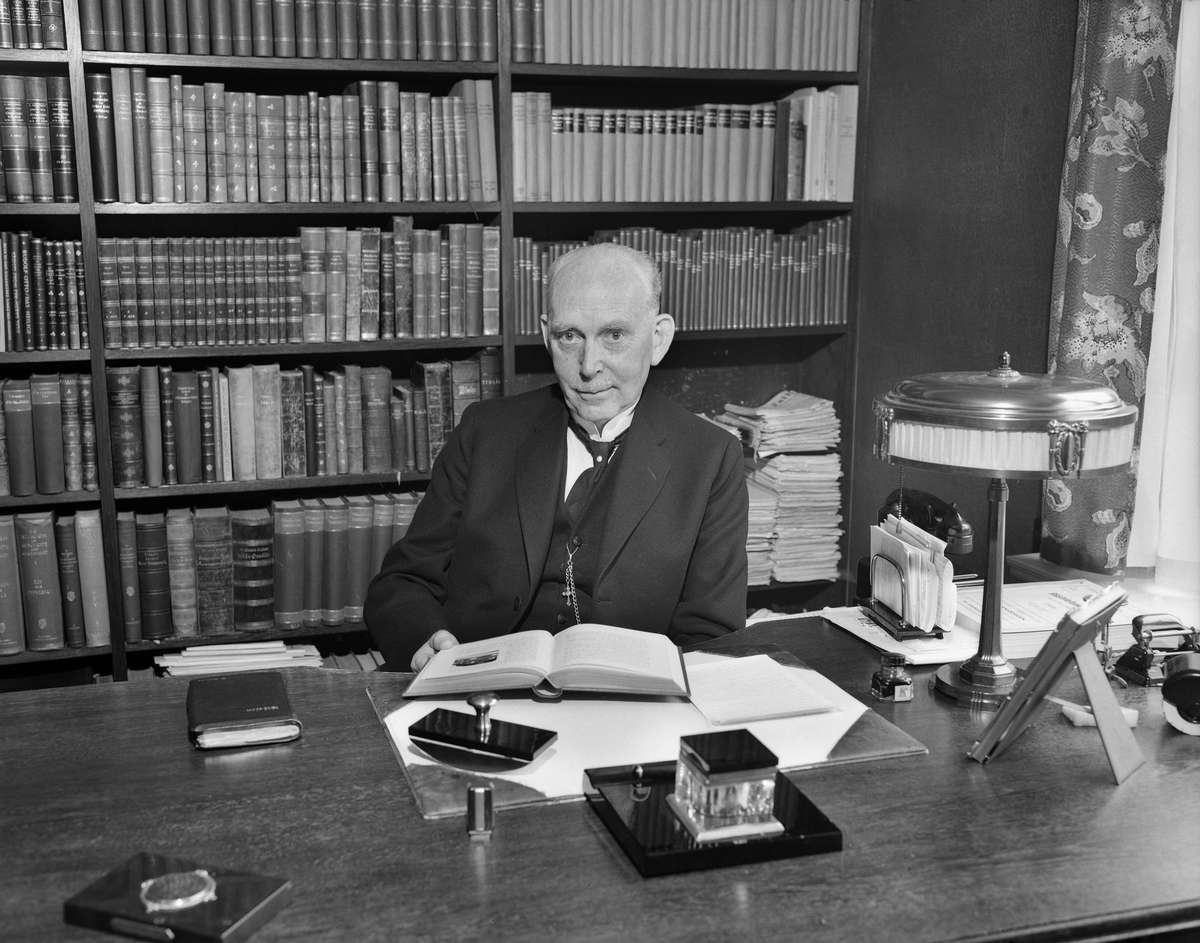
Ole Hallesby

Ole Kristian Hallesby (ur. 5 sierpnia 1879, zm. 22 listopada 1961) – norweski teolog luterański, wpływowy w kręgach ewangelikalnych.

## Życiorys
Urodził się w rodzinie pastorskiej. W 1903 ukończył studia teologiczne. W 1909 uzyskał stopień naukowy doktora i został wykładowcą Wolnego Wydziału Teologicznego w Oslo. Funkcję tę pełnił do 1952. Jednocześnie w latach 1923-1956 stał na czele Det norske lutherske Indremisjonsselskap (Norweskiego Luterańskiego Stowarzyszenia Misji Wewnętrznej).
W czasie II wojny światowej publicznie protestował przeciwko niemieckiej okupacji Norwegii. W związku z tym został aresztowany i osadzony w obozie koncentracyjnym w Grini.
W późniejszym okresie zasłynął z udziału w publicznej debacie na temat istnienia piekła, gdyż w 1953 w czasie przemówienia radiowego stwierdził zwracając się do osób niereligijnych: „jeśli w tej chwili padniesz martwy na podłogę, to w tej samej chwili znajdziesz się w piekle”. Jednym z jego oponentów był biskup Kristian Vilhelm Koren Schjelderup, twierdzący, iż „idea potępienia ludzi w piekle jest nie do pogodzenia z chrześcijańską ideą miłości”.
Był autorem wielu innych publikacji, w tym 67 książek, w większości przetłumaczonych na język angielski i inne języki, w tym polski.

## Publikacje wydane w Polsce
- O modlitwie, wydano staraniem Prezydium Zjednoczonego Kościoła Ewangelicznego w Polsce, Warszawa 1972
- Moja droga do wiary, Wydawnictwo Zwiastun, Warszawa 1979.
- Sumienie, Wydawnictwo Zwiastun, Warszawa 1982.
- Błogosławieństwo ciszy, Wydawnictwo Zwiastun, Warszawa 1989.